# No Wave
No Wave bezeichnet eine kurzlebige, einflussreiche, avantgardistische Musikrichtung, welche von etwa 1977 bis 1982 fast ausschließlich in der Lower East Side von New York City zu Hause war. Zu den bekanntesten No-Wave-Musikern zählen Lydia Lunch, James Chance und Glenn Branca. Obwohl No Wave später Musik durch die 1980er-Jahre bis heute beeinflusste, schaffte es keiner ihrer Vertreter zu Mainstreamerfolg (Lydia Lunch und Sonic Youth kamen jedoch sehr nah). Als wichtigstes No-Wave-Album gilt der von Brian Eno produzierte Sampler No New York.

## Entstehung des Namens
Der Name No Wave war ursprünglich als parodistische Entgegnung auf die in den 1970er-Jahren aufgekommene New-Wave-Bewegung gemeint. Die Bezeichnung sollte zudem verdeutlichen, dass No Wave sich musikalisch als vollkommen unabhängig betrachtete und sich in kein bis dahin bekanntes Raster einordnen ließ.

## Merkmale
No Wave kann generell als Zweig von Post-Punk und Artrock bezeichnet werden. Im Vordergrund stehen Atmosphäre, unkonventionelle Gitarrengeräusche, offene musikalische Strukturen, die jedoch oft ein sich wiederholendes Thema auffassten, und atonaler Aufbau. Melodie oder technisches Talent, ein Instrument spielen zu können, galten als untergeordnet. Dies ging so weit, dass Gruppen wie zum Beispiel DNA sogar aus Musikern ohne musikalische Erfahrung bestanden, die eine eigene Art entwickelten, ihre Instrumente zu spielen, und die damit auch Erfolg hatten.

## Chronologischer Ablauf und Unterordnungen

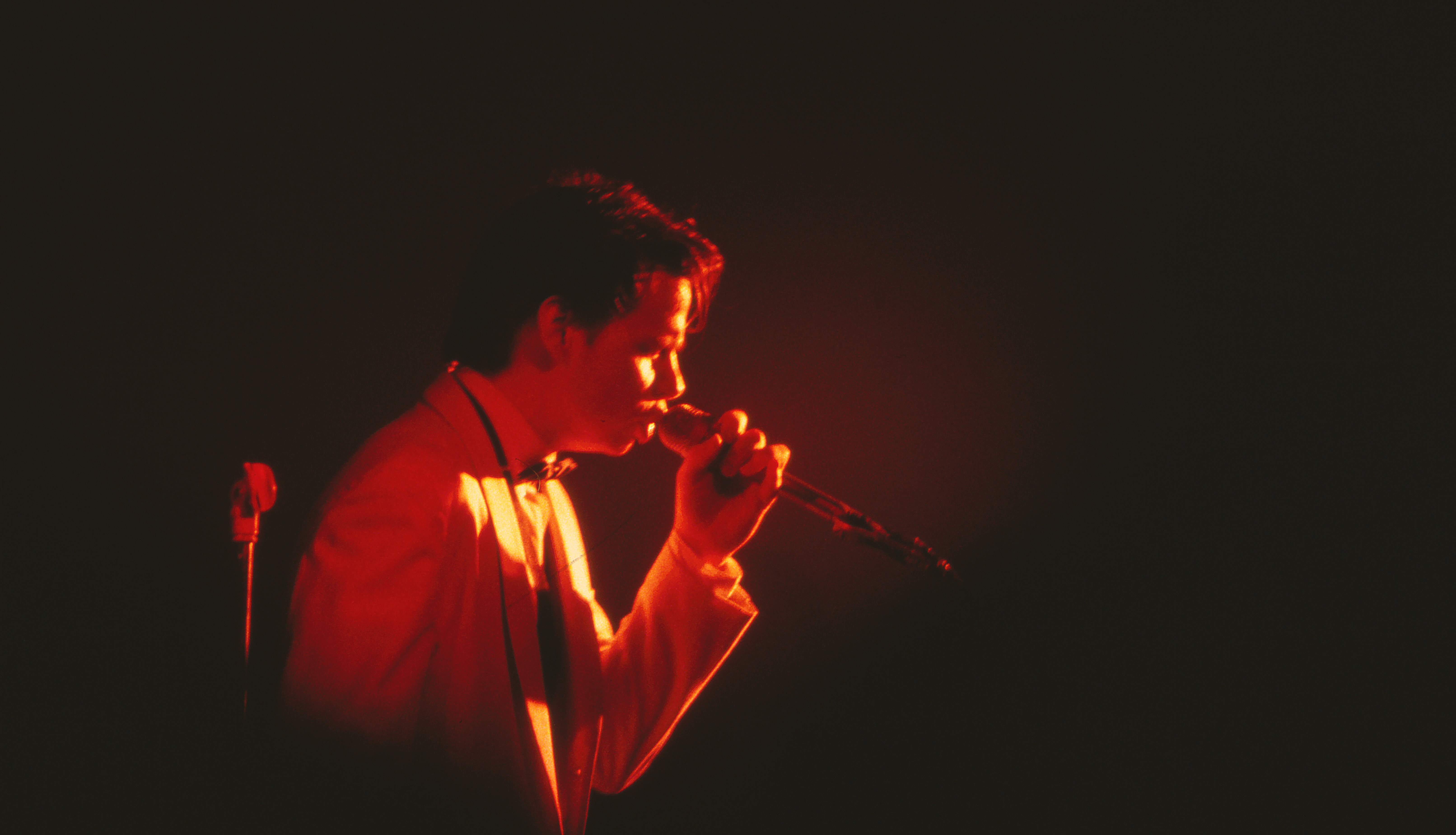
James White aka Chance, 1981, Berlin, SO 36

Den Anfang von ca. 1977–1981 machten unter anderem Mars, Teenage Jesus and the Jerks (Lydia Lunch & James Chance), Glenn Branca, DNA und viele weitere. Bereits 1977 verließ James Chance TJ&TJ, da Lydia Lunch einen minimalistischeren Sound erreichen wollte. Er gründete anschließend The Contortions und ging mehr in eine Jazz-orientierte Richtung. Glenn Branca spielte in verschiedenen No Wave-Bands wie The Static und Theoretical Girls. 1977 trat er mit Rhys Chatham in dessen Guitar Trio auf.
1978 nahm Brian Eno das wichtigste No-Wave-Album No New York mit James Chance and the Contortions, Teenage Jesus and the Jerks, Mars und DNA auf. Jedem Künstler stand es zu, vier Stücke beizusteuern. Anstatt wie bei einem Sampler üblich, möglichst viele Bands zu beinhalten, wurde No Wave hierdurch auf vier Gruppen reduziert. Kritiker warfen Brian Eno vor, dass er versuche die Künstler auszubeuten, dies ist aber so nicht korrekt – er verfolgte eher das Ziel, diese Musikrichtung zu retten und den Musikern eine Chance auf einen Plattenvertrag zu geben, den sie ohne ihn so einfach nicht hätten bekommen können.
Einige Monate später lösten sich Mars auf, da sie nicht mehr gebucht wurden. Ihre beiden Alben 78+ und 1977–1978 – the Complete Studio Recordings wurden erst postum veröffentlicht. Auch Teenage Jesus and the Jerks lösten sich noch 1978 auf. Lydia Lunch ging anschließend zu 8-Eyed Spy und begann Solo-Alben zu veröffentlichen.
1980 nahmen die Musiker von Mars und DNA die einzige No-Wave-Oper John Gavanti auf – eine Coverversion von Mozarts Don Giovanni – und veröffentlichten sie 1981.
1981 hatten sich die meisten Bands getrennt und No Wave ging einerseits in eine tanzbare Richtung mit Bands wie Bush Tetras, the Dance, ESG, Liquid Liquid, und andererseits einen Weg zu abstrakterer, atonalerer Musik mit Bands wie Sonic Youth und Swans.
1982 brach No Wave in sich zusammen. Die wenigen Verbleibenden schlugen andere Richtungen ein (Lydia Lunch, Sonic Youth, James Chance, Swans). Heute werden Gruppen als zu No Wave gehörig bezeichnet, wenn sie sich direkt zu No Wave zuordnen, ansonsten bei ähnlicher musikalischer Richtung als experimental.

## No-Wave-Bands
- 8-Eyed Spy
- Band Apart
- Bush Tetras
- DNA
- Glenn Branca
- James Chance and the Contortions
- Massacre
- Mars
- Material
- Monitor
- Rhys Chatham
- Sonic Youth
- Suicide
- Swans
- Teenage Jesus and the Jerks
- Theoretical Girls

## No-Wave-Bands in Deutschland
- Hirnheimer

## Compilationen
- All Guitars (1985) Tellus Audio Cassette Magazine #10, Harvestworks.org
- Just Another Asshole #5 (1981) compilation LP (CD reissue 1995 auf Atavistic # ALP39CD), producers: Barbara Ess & Glenn Branca
- N.Y. No Wave (2003) ZE France B00009OKOP
- New York Noise (2003) Soul Jazz B00009OYSE
- New York Noise, Vol. 2 (2006) Soul Jazz B000CHYHOG
- New York Noise, Vol. 3 (2006) Soul Jazz B000HEZ5CC
- Noise Fest Tape (1982) TSoWC, White Columns
- No New York (1978) Antilles, (2006) Lilith, B000B63ISE
- Speed Trials (1984) Homestead Records HMS-011

## Dokumentarfilme
- Kill Your Idols – Scott Crary, 2004
- Blank City – Celine Danhier, 2010